# Marcelo Delgado
Marcelo Alejandro Delgado (født 24. marts 1973 i Capitán Bermúdez, Argentina) er en tidligere argentinsk fodboldspiller (angriber) og nuværende træner.
Han spillede på klubplan primært for storklubberne Rosario Central, Racing Club og Boca Juniors i hjemlandet. Hos Boca Juniors var han med til at vinde tre argentinske mesterskaber og tre udgaver af Copa Libertadores.
Delgado spillede desuden 18 kampe for det argentinske landshold. Han deltog ved VM i 1998 i Frankrig, og var også med til at vinde sølv ved OL i 1996 i Atlanta.

## Titler
Primera División de Argentina
- 2000 (Apertura), 2005 (Apertura) og 2006 (Clausura) med Boca Juniors

Copa Libertadores
- 2000, 2001 og 2003 med Boca Juniors

Intercontinental Cup
- 2000 med Boca Juniors

Copa Sudamericana
- 2005 med Boca Juniors

Recopa Sudamericana
- 2005 med Boca Juniors